# トーマス・トワイニング

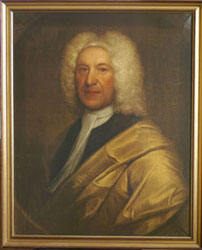
トーマス・トワイニングの肖像画

トーマス・トワイニング（Thomas Twining、1675年 – 1741年5月19日）は、イングランド王国出身の商人で、紅茶専門店トワイニングの創設者である。

## 略歴
グロスター州ペインスウィックで生まれた。

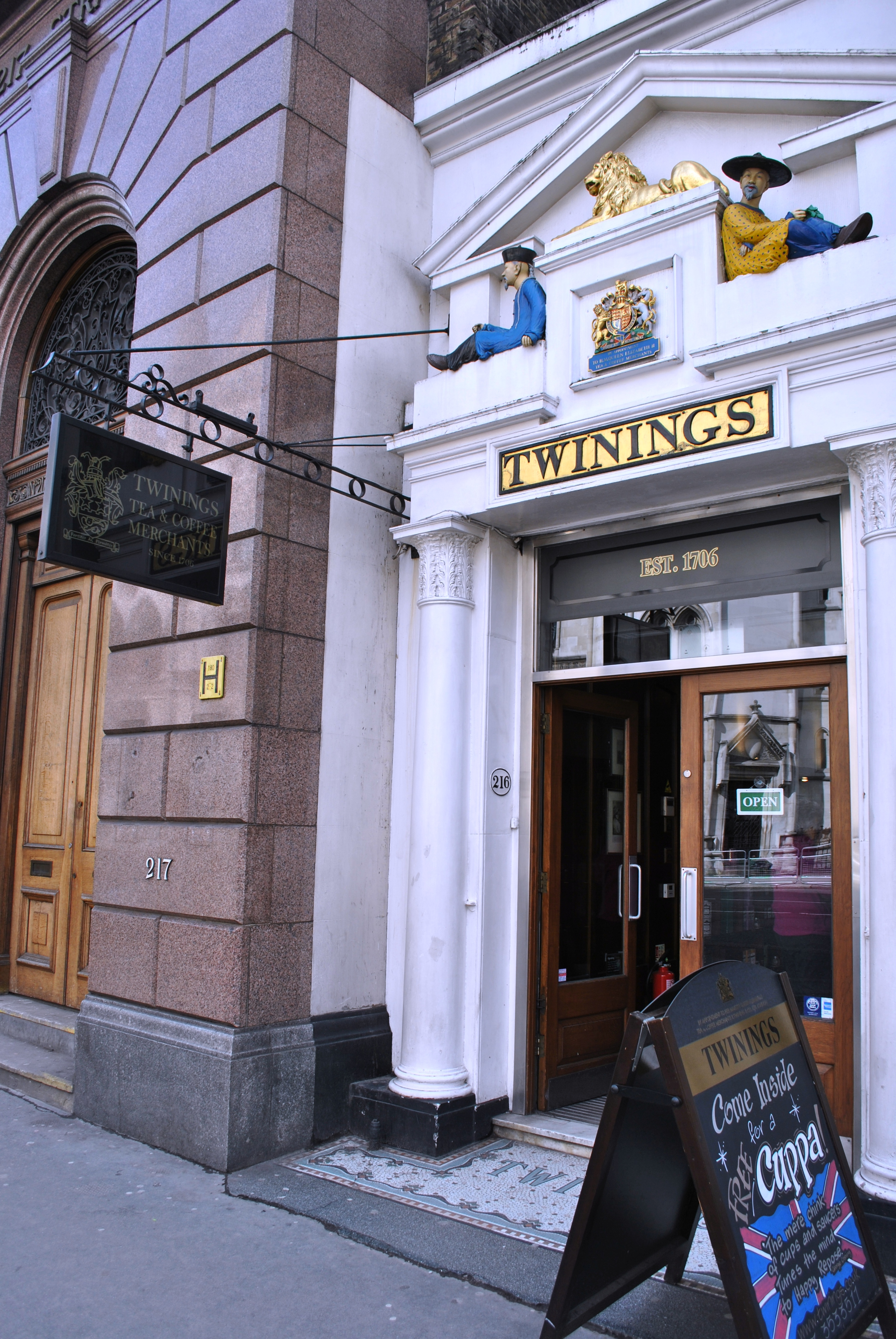
ストランド216号にある、トワイニング社の店。

1684年、不景気によりトワイニング家がロンドンに引っ越すと、トマスは織工の見習いになり、1701年にはロンドン自由市民（Freeman of the City of London）になった。この時期には紡績業に見切りをつけ、裕福な商人のもとで商業を5年間学んだ。商業を学ぶときに紅茶の取り扱いをはじめ、1706年にTom’s Coffee Houseというコーヒーハウスを買収した。トワイニングの事業は成功を収め、1717年までにコーヒーハウスの隣にある2つの家屋を購入して、手摘み茶葉やブレンドティーといった高級茶を売る店を開業した。この店は現代のストランド216号に現存する。
1741年に死去し、息子ダニエルが事業を引き継いだ。